# NGC 139
NGC 139 è una lontana galassia a spirale situata nella costellazione dei Pesci.

## Scoperta
NGC 139 è stata scoperta il 29 agosto 1864 dall'astronomo tedesco Albert Marth.